# Ulee Nyeu
Ulee Nyeu is een bestuurslaag in het regentschap Aceh Utara van de provincie Atjeh, Indonesië. Ulee Nyeu telt 1337 inwoners (volkstelling 2010).